# Осада Гибралтара (1462)
Восьмая осада Гибралтара (1462 г.) — одно из событий периода Реконкисты, взятие войсками Королевства Кастилия укрепленного города Гибралтар, удерживаемого маврами Гранадского эмирата. Захват этой позиции, которая была слабо защищена и взята без масштабных боев, имел стратегическое значение для окончательного поражения мавров в Испании.

## Исторический фон
Гибралтар занимал стратегическое положение в Средние века, служив воротами для вооруженных сил из Марокко, чтобы войти на Пиренейский полуостров. Гибралтар был мавританским владением в течение 748 лет, за исключением нескольких коротких периодов иностранного контроля. К началу XV века кастильцы завоевали большую часть Гранадского эмирата, но мавры использовали Гибралтар в качестве безопасной базы, с которой они совершали набеги на окружающие регионы.
Крупнейший землевладелец в регионе Энрике Перес де Гусман, 2-й граф де Ньебла, погиб во время плохо спланированного нападения на Гибралтар в 1435 году . Мавры нашли тело графа Энрике и поместили его в барсину, или плетеную корзину, они подвешены к стене замка. Мавры отвергли многие предложения христиан выкупить тело. Однако к 1460-м годам мавританское королевство было критически ослаблено и долго не просуществовало.

## Захват Гибралтара
В августе 1462 года новообращенный христианин из Гибралтара сообщил кастильцам, что большая часть гарнизона временно покинула город. Али-л-Карро, новообращенный мавр, сообщил губернатору Тарифы Алонсо де Аркосу, что крепость почти беззащитна. На следующий день Аркос предпринял атаку. Он захватил несколько мавританских солдат и пытал их, чтобы получить информацию о размере гарнизона, который оказался слишком большим для него, чтобы добиться успеха своими небольшими силами. Алонсо де Аркос обратился за помощью к окрестным городам, к своему родственнику Алонсо, графу де Аркос, алькайду Альхесираса, и к Хуану Алонсо де Гусману, 1-му герцогу Медина-Сидония, самому могущественному дворянину в регионе. Герцог был сыном Энрике Переса де Гусмана, умершего в 1435 году, и помогал ему в этом нападении.
Когда прибыли первые войска, губернатор Алонсо де Аркос предпринял атаку, которую легко отразили. Однако другой дезертир принес известие о том, что в гарнизоне спорят, сдаваться ли, и если да, то на каких условиях. Вскоре после этого прибыла делегация мавров и предложила сдаться, если им будет позволено уйти и забрать свое имущество. Алонсо де Аркос отложил решение принять эти условия до тех пор, пока не прибудет кто-то более авторитетный. Родриго, сын графа Аркоса, прибыл на место происшествия. Он также чувствовал себя не в состоянии предоставить условия капитуляции. Тем не менее, Родриго взял под свой контроль городские ворота, через которые мавры отступили в замок.
Когда в конце концов появился герцог Медина-Сидония, возник спор о том, кому выпадет честь взять замок. Чтобы избежать драки, было условлено, что герцог и граф Аркос войдут в крепость одновременно и поднимут свои знамена. После нескольких дней переговоров, при условии, что им будет позволено уйти со своим имуществом, защитники сдались Медине-Сидонии. Замок был взят 16 августа 1462 года . «Осада», возможно, неправильно названа, так как было мало боев и не использовались осадные орудия.

## Последствие
Герцог Медина-Сидония занял крепость и разместил в ней гарнизон. Был риск насилия между его войсками и войсками графа Аркоса, но этого удалось избежать. Останки графа Энрике были обнаружены и помещены в часовню Калаорры в замке. Король Кастилии Энрике IV добавил название Гибралтара к своему списку титулов. Он подарил городу герб замка с подвеской в виде ключа, означающей, что это ключ к Средиземному морю. Энрике IV назначил губернатором Педро де Порраса, а затем Бельтрана де ла Куэва. Несколько лет спустя, во время внутренней борьбы за власть между Энрике IV и группой дворян, поддерживающих его брата Альфонсо, герцог Медина-Сидония снова осадил Гибралтар. После 15-месячной осады герцог взял город. Его семья будет контролировать Гибралтар до 1502 года, когда корона Кастилии наконец вступила во владение городом
His family would control Gibraltar until 1502, when the crown of Castile finally took possession..